# 121479 Hendershot
121479 Hendershot è un asteroide della fascia principale. Scoperto nel 1999, presenta un'orbita caratterizzata da un semiasse maggiore pari a 3,0915953 UA e da un'eccentricità di 0,1599592, inclinata di 6,03099° rispetto all'eclittica.